# Agate raisin
L'agate raisin, également connue sous le nom de calcédoine botryoïde, est une variété de calcédoine, constituée de cristallites de quartz et de morphologie botryoïdale (c'est-à-dire formée de petites boules jointives rappelant une grappe de raisin). Les analyses, notamment par spectroscopie Raman, montrent que ce n'est pas une agate, contrairement à ce qu'implique son appellation commerciale. Elle est très souvent de couleur violette, moins souvent de couleur blanche, grise, verte ou bleue.
La localité type de l'agate raisin est la plage de Manakarra, sur l'île indonésienne de Sulawesi. L'arrivée de cette variété sur le marché international a été retardée en raison de l'interdiction de l'exportation de minéraux en 2014, par le gouvernement indonésien. Le marché américain n'a pu en bénéficier qu'à partir de 2016.

## Formation
Cette roche peut se former dans de la lave en coussins de composition andésitique émise par certains volcans sous-marins. De composition plus visqueuse que le basalte, la lave andésitique possède des propriétés rhéologiques différentes du basalte. Les coussins de lave ainsi produits laissent des espaces vides entre eux. C'est dans ces trous que l'agate raisin se forme. Le jeu des forces tectoniques entre plaques peut ensuite faire remonter l'andésite en surface, comme cela a été le cas dans les montagnes de Sulawesi en Indonésie.